# DYNC1LI2
DYNC1LI2‏ (Dynein cytoplasmic 1 light intermediate chain 2) هوَ بروتين يُشَفر بواسطة جين DYNC1LI2 في الإنسان.